# You and I (phim Hàn Quốc)
You and I là một bộ phim hài hước lãng mạn Việt-Hàn mang tính chất tương tác với người xem qua trang chủ chính thức. Nó được phát trên trang YouTube bắt đầu từ ngày 11 tháng 11 năm 2016 với các diễn viên Kim Hong Joon, Heo Jeong Hee và Kim Doori. Bộ phim dài 8 tập được thực hiện bởi thương hiệu bánh Goute kết hợp với Yan News.

## Nội dung
Seon Tae là một sinh viên khoa Xã hội nhân văn vô cùng yêu thích nhân vật hoạt hình Mari và muốn gặp cô ở ngoài đời thực. Nhóm bạn của anh đã hứa sẽ không tiết lộ bí mật nếu như anh cùng đến Việt Nam để du lịch. Da Hee, bạn học cùng với anh, người nảy sinh tình cảm đặc biệt với anh nhưng chưa bao giờ thừa nhận. Sự xuất hiện của Mari đã khiến Da Hee vô cùng lo lắng.

## Diễn viên

### Diễn viên chính
- Kim Hong Joon vai Seon Tae
- Heo Jeong Hee vai Mari
- Kim Doori vai Da Hee

### Diễn viên phụ
- Miu Lê[2] vai bà tiên (tập 1)
- Kelbin Lei vai chủ cửa hàng (tập 4)

### Bình luận viên
| Tập # | Tiêu đề                                                     | Ngày        | Bình luận viên (Hội 8 có Gu) | Bình luận viên (Hội 8 có Gu) |
| ----- | ----------------------------------------------------------- | ----------- | ---------------------------- | ---------------------------- |
| Tập # | Tiêu đề                                                     | Ngày        | Chính                        | Khách mời                    |
| 1     | Bà bụt Miu Lê xuất hiện bên trai đẹp Hàn Quốc               | 11 tháng 11 | Duy Khánh Chou Chou          | Huỳnh Lập                    |
| 2     | Bị Phát Hiện Có Gái Lạ Trong Phòng, Bạn Sẽ Làm Gì?          | 17 tháng 11 | Duy Khánh Chou Chou          | Thanh Duy                    |
| 3     | Dahee Làm Chuyện Động Trời Trong Rừng                       | 24 tháng 11 | Duy Khánh Chou Chou          | BB Trần                      |
| 4     | Dahee Đã Có Một Nụ Hôn Nồng Cháy Trong Đêm                  | 1 tháng 12  | Duy Khánh Chou Chou          | Nhã Phương                   |
| 5     | Vì ghen tuông Da Hee tiếp tục làm chuyện "bậy bạ" dưới biển | 8 tháng 12  | Duy Khánh Chou Chou          | Hòa Minzy                    |
| 6     | Ngày buồn nhất của Dahee                                    | 15 tháng 12 | Duy Khánh Chou Chou          | An Nguy                      |
| 7     | Tiếng yêu thành lời                                         | 22 tháng 12 | Duy Khánh Chou Chou          | Ngô Kiến Huy                 |
| 8     | Mari biến mất                                               | 29 tháng 12 | Duy Khánh Chou Chou          | Miu Lê                       |

## Liên kết
- You and I trên Facebook